# 格拉夫頓鎮區 (伊利諾伊州)
格拉夫頓鎮區（英語：Grafton Township）是位於美國伊利諾伊州麥克亨利縣的一個行政鎮區。

## 地方資料
根據2010年美國人口普查的數據，格拉夫頓鎮區的面積為93.70平方千米，當中陸地面積為92.80平方千米，而水域面積為0.90平方千米。當地共有人口55053人，而人口密度為每平方千米587.55人。